# Albert County
Albert County är ett county i Kanada.   Det ligger i provinsen New Brunswick, i den östra delen av landet, 800 km öster om huvudstaden Ottawa.
I omgivningarna runt Albert County växer i huvudsak blandskog. Trakten runt Albert County är nära nog obefolkad, med mindre än två invånare per kvadratkilometer.